# Pygostrangalia silvestrii
Pygostrangalia silvestrii là một loài bọ cánh cứng trong họ Cerambycidae.